# アンジェラ・ユン
袁 澧林（アンジェラ・ユン、1993年10月25日 - ）は、香港の俳優、モデル。

## 出演

### 映画
- 宵闇真珠（英題：The White Girl）（2018年12月15日、キノフィルムズ）[2]
- 星くずの片隅で（原題：窄路微塵 ／ 2022年） - キャンディ 役
- 離れていても（原題：但願人長久 ／ 2023年） - 林子缺 役 ※日本では東京国際映画祭にて2023年10月23日上映[3]

### ミュージックビデオ
- Vaundy 「Tokimeki」（2023年）[4]